# Песчанка Гроббена
Песчанка Гроббена (Gerbillus grobbeni (лат.)) — предполагаемый вид грызунов из рода карликовых песчанок. Известен только по типовой локации в прибрежных дюнах Ливии. Окончательный статус таксона ожидает подтверждения, по одному из предположений представляет собой локальную разновидность Gerbillus amoenus.

## Систематика
Описан как новый вид Gerbillus (Dipodillus) grobbeni в 1909 году Бруно Клаптоцем в издании Zoologische Jahrbücher. Видовое название дано в честь австрийского зоолога Карла Гроббена.
Поскольку в дальнейшем не удавалось обнаружить дополнительных экземпляров описанного животного, различные авторы высказывали предположения о том, что в действительности оно относится к одному из других видов карликовых песчанок. Так, в 1951 году Дж. Р. Эллерман и Т. Моррисон-Скотт предполагали, что это представитель вида G. nanus, а в 1954 году А. Тоски рассматривал его как подвид G. dasyurus. В Международной Красной книге (2017) цитируется мнение С. Оланье, предполагающего, что речь идёт о локальной субпопуляции Gerbillus amoenus. Статус таксона ожидает подтверждения.

## Внешний вид
Длина голотипа от кончика носа до основания хвоста 83,5 мм, длина головы 29 мм, уха 11 мм, хвоста (без концевой кисточки) 120 мм, задней ступни (от пятки до кончика среднего пальца без когтя) 24,6 мм. Ширина черепа в районе ноздрей 10 мм, межглазничное расстояние 4,8 мм, наибольший диаметр глазницы 9 мм. Уши тонкие, голые у основания. Передняя поверхность резцов жёлтая, верхние слегка опушены и заметно темнее нижних.
Шерсть на верхней стороне тела тёмная, почти чёрная у основания, рыжевато-коричневая в средней части и чёрная на концах, что в целом даёт однородную окраску, близкую к чёрной. Макушка и лоб такие же тёмные, как спина, но от глаз и ниже шерсть светлеет, приобретая кремовый цвет в районе морды. Между мордой и глазами начинается бурая полоса, в целом более светлого цвета, чем лоб и макушка, идущая к плечу. Между глазами и ушами и за ушами встречаются более светлые участки. Ближайшие к пасти вибриссы чисто белые, достигают в длину 28 мм. Остальные вибриссы чёрные у основания и белые ближе к концу, длиной до 42 мм. Уши сзади в верхней части покрыты чёрной шерстью, спереди — редкой и более светлой; внутренняя сторона уха покрыта беловатым мехом, настолько тонким, что кажется голой, если не присматриваться внимательно. Шерсть в нижней части тела от морды до основания хвоста, а также внутренняя сторона конечностей однородно белые. Мех на ступнях также белый, короткий. На боках и внешней стороне конечностей шерсть светлее, чем на спине, как у основания ворсинок, так и ближе к концам. Шерсть на хвосте становится более густой, длинной и тёмной к концу, где тёмные у основания ворсинки постепенно вытесняют более светло-бурые.
На передних лапах 1-й палец имеет длину около 1,7 мм и короткий, плоский ноготь. 4-й палец существенно короче 3-го, 2-й примерно вдвое короче 4-го, а 5-й доходит примерно до последнего сустава 4-го. На задних лапах 4-й палец почти одной длины с 3-м, 2-й существенно короче, а 5-й (без когтя) достигает последнего сустава 4-го. 1-й палец на задних лапах намного короче всех остальных, вместе с когтем доходит только до оснований 2-го и 3-го. Подошва задней ступни голая по всей длине.

## Распространение и статус
Типовой локацией для G. grobbeni являются прибрежные дюны в Ливии, в районе Дерны. Подтверждённых находок в других локациях неизвестно, хотя А. Тоски в 1954 году сообщал об особях, предположительно относящихся к данному таксону, в районе Вади-эль-Куф. Согласно Международному союзу охраны природы, в 2017 году для оценки угрозы данному таксону недостаточно данных.